# Mińsk Mazowiecki
Mińsk Mazowiecki je město v Polsku v Mazovském vojvodství, sídlo stejnojmenného okresu a gminy. Nachází se 38 kilometrů od centra Varšavy, do jejíž aglomerace spadá. V roce 2024 zde žilo 39 837 obyvatel, a je tak 13. nejlidnatějším městem vojvodství.
Je centem místního hospodářství, vzdělání (univerzita, 6 středních škol, univerzita třetího věku), vojenství (letecká základna, četnictvo a vojenské náborové středisko)[zdroj?], kultury (kulturní dům, umělecká škola, 2 knihovny, 2 muzea), ale především volnočasovým místem a bydlištěm mnoha lidí z Varšavy.

## Historie
Historie Mińsku je stará více než šest set let. Městská práva má od roku 1421. Od 19. století do 2. světové války město obývala početná židovská komunita.